# Proiijdje, Starobilsk
Proiijdje (în ucraineană Проїждже) este un sat în comuna Lîman din raionul Starobilsk, regiunea Luhansk, Ucraina.

## Demografie
Componența lingvistică a localității Proiijdje
     Ucraineană (94,26%)
     Rusă (5,54%)
     Alte limbi (0,1%)
Conform recensământului din 2001, majoritatea populației localității Proiijdje era vorbitoare de ucraineană (94,26%), existând în minoritate și vorbitori de rusă (5,54%).